# گورستان خوش خانی
گورستان خوش خانی مربوط به پیش از اسلام است و در شهرستان املش، بخش رانکوه، روستای امام واقع شده و این اثر در تاریخ ۲۷ بهمن ۱۳۸۲ با شمارهٔ ثبت ۱۰۹۶۳ به‌عنوان یکی از آثار ملی ایران به ثبت رسیده است.